# 1821 في فرنسا
فيما يلي قوائم الأحداث التي وقعت خلال عام 1821 في فرنسا.

## سياسة

### تعيين في المنصب
- 14 ديسمبر – جوزيف دو فيليل head of government of France ‏.

### انتهاء فترة المنصب
- 14 ديسمبر – أرماند عمانويل دو بليسي دو ريشليو head of government of France ‏.

## مواليد

### يناير
- 1 يناير – كريستيان بيرين

### فبراير
- 11 فبراير – أوجوست مارييت

### أبريل
- 9 أبريل – شارل بودلير شاعر فرنسي.

### مايو
- 25 مايو – دومنيك كلوس عالم نبات فرنسي.

### يونيو
- 23 يونيو – بافيه دي كورتاي بروفيسور فرنسي.

### سبتمبر
- 15 سبتمبر – فيكتور جويرين
- 20 سبتمبر – أوغست بومل

### ديسمبر
- 12 ديسمبر – جوستاف فلوبير روائي فرنسي.

## وفيات

### مايو
- 5 مايو – نابليون الأول (مواليد 1769) نابليون الأول.

### يونيو
- 23 يونيو – لويز ماري اديلايد دي بوربون، دوقة أورليان (مواليد 1753)

### أكتوبر
- 5 أكتوبر – كلوديوس جيمس ريج (مواليد 1787)